# Keith Diepraam
Keith Diepraam ancien joueur de tennis sud-africain né le 11 septembre 1942 à Johannesburg (Afrique du Sud).

## Palmarès

### Titre en double messieurs
| No | Date       | Nom et lieu du tournoi | Catégorie  | Dotation | Surface    | Partenaire     | Finalistes               | Score                   |  |
| -- | ---------- | ---------------------- | ---------- | -------- | ---------- | -------------- | ------------------------ | ----------------------- |  |
| 1  | 14-04-1969 | Natal Open Durban      | Grand Prix | 8 000 $  | Dur (ext.) | Cliff Drysdale | Bob Hewitt Frew McMillan | 3-6, 9-7, 3-6, 9-7, 6-3 |  |

### Finales en double mixte
| No | Date       | Nom et lieu du tournoi                             | Catégorie | Surface      | Vainqueurs                       | Partenaire  | Score         |          |
| -- | ---------- | -------------------------------------------------- | --------- | ------------ | -------------------------------- | ----------- | ------------- | -------- |
| 1  | 20-04-1970 | Rothmans Sutton Hard Court Championships Sutton    |           | Terre (ext.) | Joyce Barclay Robert Howe        | Sally Moore | 3-6, 6-3, 6-3 | Parcours |
| 2  | 04-05-1970 | Rothmans Surrey Hard Court Championships Guildford |           | Terre (ext.) | Judy Tegart-Dalton Geoff Masters | Pat Walkden | 6-3, 6-3      | Parcours |

## Autres performances
- Tournoi de Wimbledon :Quart de finale en 1965